# Paweł Tomaszewski
Paweł Tomaszewski (ur. 16 czerwca 1983 w Warszawie) – polski aktor teatralny i filmowy.

## Kariera
W 2005 miał miejsce jego debiut teatralny na scenie bydgoskiego Teatru Polskiego im. Hieronima Konieczki, z którym związał się do roku 2008. W 2006 ukończył Państwową Wyższą Szkołę Teatralną w Krakowie. Występował na deskach teatrów: Starym w Krakowie (2005–2006), Dramatycznym w Wałbrzychu (2006–2008), Wybrzeże w Gdańsku (2007–2009) i Dramatycznym w Warszawie (2007–2009).
W 2008 odebrał nagrodę za debiut aktorski w głównej roli męskiej w filmie Środa, czwartek rano na Koszalińskim Festiwalu Debiutów Filmowych „Młodzi i Film”. W latach 2010–2012 grał rolę boya hotelowego Jakuba Gwiazdy w serialu Hotel 52. Wystąpił też gościnnie w Ojcu Mateuszu (2014), Mieście 44 (2014) czy Sztuce kochania (2017). W 2022 zagrał jedną z głównych ról w filmie Kamila Krawczyckiego Słoń.

## Życie prywatne
W sierpniu 2019 dokonał publicznego coming outu jako gej.

## Filmografia
- 2001: Szept (etiuda szkolna) – obsada aktorska
- 2004: Daleko od noszy – sanitariusz (odc.19)
- 2006: Próba mikrofonu (etiuda szkolna) – Adam / tata Adama
- 2006: Kooniklaster (etiuda szkolna) – obsada aktorska
- 2006: Kochaj mnie, kochaj! – Maciej Drwallus internetowy znajomy Agi
- 2007: Środa czwartek rano – Tomasz Lasocki
- 2007: Mleczaki (etiuda szkolna) – Fabio
- 2007: Determinator – wiejski głupek (odc.9)
- 2008: Pora mroku – Zolo
- 2008: Kochaj i tańcz – Marcin, przyjaciel Wojciecha
- 2008: Ikar (etiuda szkolna) – obsada aktorska
- 2008: Agentki – Krystian Lebioda, chłopak Violi Cudnej (odc.8)
- 2009: Tatarak – brydżysta
- 2009: Siostry – Dawid Koniecpolski-Mazurek (odc.11)
- 2010: Kontrym (spektakl telewizyjny) – chłopak
- 2010-2012: Hotel 52 – boy hotelowy Jakub Gwiazda
- 2010: Hochzeitspolka – Tadeusz
- 2010: Czas honoru – Kmiecik, palacz w szpitalnej kotłowni (odc.30)
- 2010: Chrzest – wyżelowany, człowiek grubego
- 2011: Wymyk – Paweł Kosa Kosowski
- 2011: The fourth dimension – Mickey (odc.pt. Jelonki)
- 2011: Los numeros – Filip, członek grupy Chroń Dziedzictwo Narodowe
- 2012: W sypialni – Krzysztof
- 2012: I nic dookoła (etiuda szkolna) – obsada aktorska
- 2013: Wałęsa. Człowiek z nadziei – BOR-owiec w Arłamowie
- 2014: Sama słodycz – Filip, pracownik szkoły językowej (odc.4-5,8-9,11)
- 2014: Raj (etiuda szkolna) – Hans
- 2014: Ojciec Mateusz – Jakub, pracownik ośrodka dla narkomanów (odc.137)
- 2014: Obywatel (film) – chłopak z KOR-u
- 2014: Miasto 44 – powstaniec w klasztorze
- 2014: Książę – Ryszard Cieślak
- 2014: Fragmenty (etiuda szkolna) – oglądający mieszkanie
- 2015: Prokurator – Arkadiusz Szoson, prezes klubu miłośników komunikacji miejskiej
- 2015: Na dobre i na złe – Miron Siedlak (odc.620)
- 2015: Historia Roja – góral (odc.2-3)
- 2015: Broken stone (etiuda szkolna) – obsada aktorska
- 2015: Biały dmuchawiec (spektakl telewizyjny) – barman
- 2016: Historia Roja – góral
- 2016: Feinweinblein (spektakl telewizyjny) – mężczyzna
- 2016: Artyści – dramaturg Paweł Rosa (odc.2-4, 6-8)
- 2017: Zgoda (film) – Wróbel
- 2017: Sztuka kochania – pacjent Wisłowskiej
- 2017: Pustkowie (etiuda szkolna) – Tomasz
- 2017: Otwórz mi (etiuda szkolna) – Dariusz
- 2017: Amok – Froggy
- 2018: Zabawy w dom (spektakl telewizyjny) – Sebek
- 2018: Nie zostawiaj mnie – Filip
- 2018: Człowiek, który zatrzymał Rosję – Dymitr Zagajew
- 2019: Love machines (etiuda szkolna) – Aleks
- 2019: Echo serca – Marek, ojciec Tomka
- 2022: Słoń – Dawid